# I Want You, I Need You, I Love You/My Baby Left Me
I Want You, I Need You, I Love You/My Baby Left Me è un singolo del cantante rock statunitense Elvis Presley, pubblicato il 12 maggio 1956 dall'etichetta discografica RCA Victor su vinile a 45 giri e su gommalacca a 78 giri.

## Descrizione
Sul lato B venne inserita la cover di My Baby Left Me di Arthur Crudup, caratterizzata da un assolo di Scotty Moore.
Il disco diventò ben presto il suo secondo singolo a raggiungere la posizione numero 1 della Billboard Country Music e la posizione numero 3 della Billboard Hot 100. Prima della creazione della classifica Billboard nel 1958, esistevano differenti classifiche incluse la Jukebox plays, la Store charts, e la Airplay charts. Il disco raggiunse la vetta della Billboard Top Sellers in Stores chart.

## Tracce
Lato A
1. I Want You, I Need You, I Love You (testo: Maurice Mysels – musica: Ira Kosloff)

Lato B
1. My Baby Left Me (Arthur Crudup)

## Formazione
- Elvis Presley – voce solista, chitarra acustica ritmica
- Scotty Moore – chitarra elettrica solista
- Bill Black – basso
- D. J. Fontana - batteria
- Chet Atkins - chitarra
- Floyd Cramer - pianoforte
- The Jordanaires - cori